# Momus (mythologie)
Momus (Oudgrieks Μωμος) is in de Griekse mythologie de zoon van Nyx. Hij personifieert de hoon en ongegronde kritiek. Vanwege zijn constante kritiek werd hij uiteindelijk verbannen van de Olympus. Hij wordt soms ook genoemd als de god van de schrijvers en de dichters.
Eens wedijverden Zeus, Athene, en Poseidon, wie van hen het nuttigste ding kon maken. Momus zou de rechter zijn. Athena bouwde een huis, Zeus maakte een mens en Poseidon een stier. Momus oefende kritiek uit en beweerde dat het huis niet deugde, want men kon het niet verplaatsen om een kwade buur tegen een goede te verruilen. De mens deugde niet omdat er geen venster in zijn borst was zodat men niet in zijn hart kon kijken om te zien wat hij echt meende. De stier deugde ook niet, want hij had de horens op de kop in plaats van naast zijn ogen, want dan zou het beter kunnen richten.
Alhoewel de Momoscultus in het oude Griekenland niet onbelangrijk was en met name dichters en satirici zich op hem beriepen, valt in de mythologie weinig van hem terug te vinden. Hij zou degene geweest zijn die oorspronkelijk de Trojaanse Oorlog had uitgelokt; hij had Zeus aangeraden tweedracht te zaaien als efficiënt middel tegen overbevolking. Alleen bij Aphrodite kon hij niets vinden.
In de barok, toen de oudheid weer in de belangstelling stond, werd Momos vaak in toneelstukken en masques opgevoerd, wanneer de auteur een humoristisch stuk had geschreven en zich, bij wijze van substituut voor een muze, tot Momos richtte. In de 18e eeuw is hij weer naar de achtergrond verdwenen.

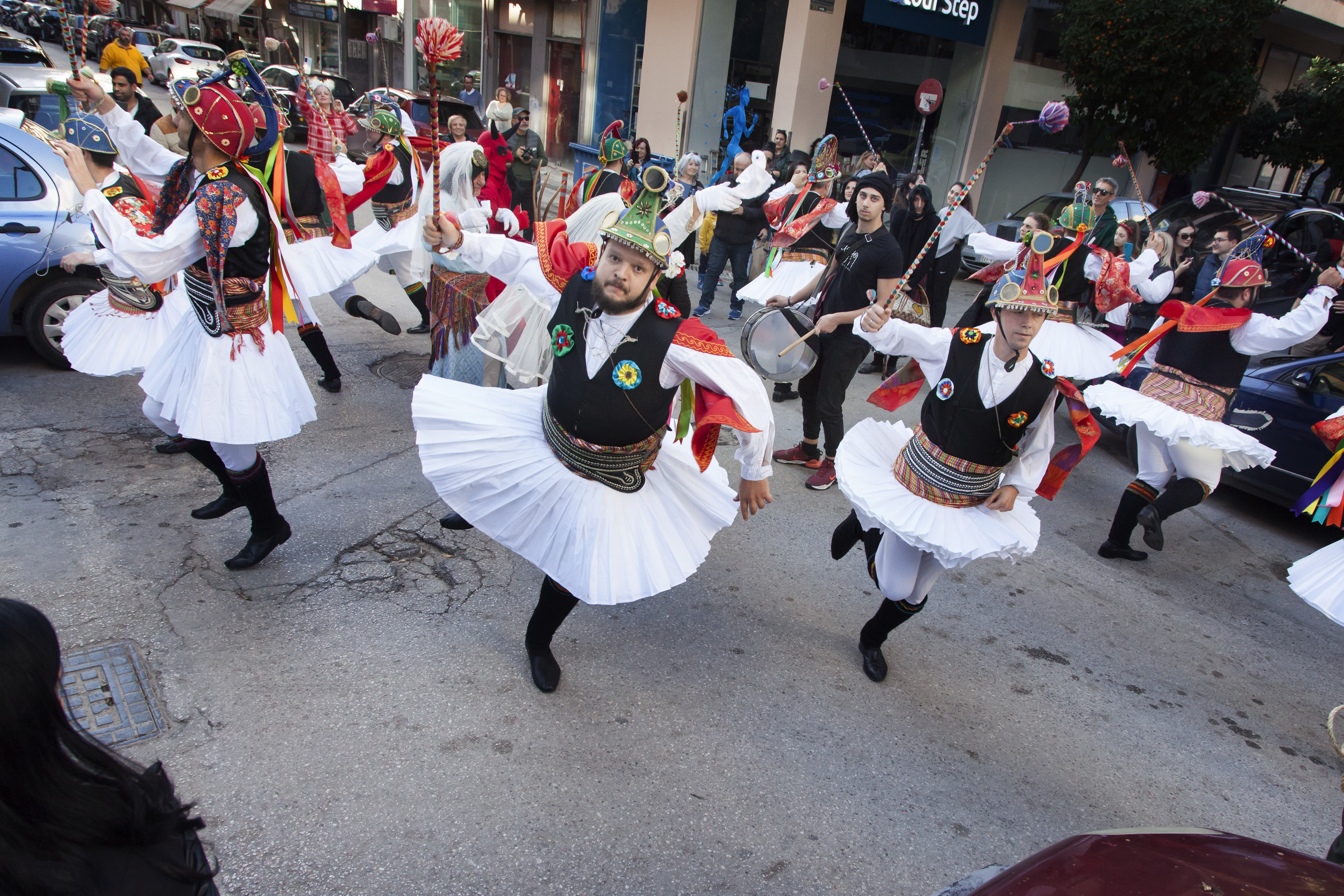
Momogeri (beschermers van Momos) stoppen bij huizen, winkels en kruispunten en dansen een expressieve traditionele dans met kleurrijke wandelstokken, linten en bellen, terwijl ze liedjes zingen over actuele onderwerpen in de processie op kerstavond, 24 december 2023